# Selina Ostermeier
Selina Ostermeier (Rosenheim, 15 januari 1999) is een voetbalspeelster uit Duitsland. Ze speelt als verdediger voor Bayer 04 Leverkusen in de Bundesliga.

## Clubcarrière
Ostermeier kwam uit in de jeugdopleiding van FC Bayern München. Hier speelde ze haar wedstrijden voor de B-junioren waarmee ze in 2024 kampioen werd. In 2015 nam ze met onder 18 team van Bayern mee aan een nationale beker in Duisburg, waar ze op de negende plek eindigde.
Voorafgaande aan het seizoen 2016/17 maakte Ostermeier de overstap naar 1. FFC Frankfurt. Op 19 februari 2017 maakte Ostermeier haar debuut in de Bundesliga in een met 2-0 gewonnen uitwedstrijd tegen Borussia Mönchengladbach. Ostermeier kwam dat seizoen nog twee wedstrijden in de DFB Pokal in actie. In het seizoen 2020/21 verliet Ostermeier 1. FFC Frankfurt voor competitiegenoot SG Essen-Schönebeck. Hier had Ostermeier een vaste basisplaats gedurende twee seizoenen.
Ostermeier maakte voorafgaande aan het seizoen 2022/23 de overstap naar Bayer 04 Leverkusen.

## Statistieken
| Seizoen | Club                | Competitie | Competitie | Competitie | Beker | Beker | Overig | Overig | Totaal | Totaal |
| Seizoen | Club                | Competitie | Wed.       | Dlp.       | Wed.  | Dlp.  | Wed.   | Dlp.   | Wed.   | Dlp.   |
| ------- | ------------------- | ---------- | ---------- | ---------- | ----- | ----- | ------ | ------ | ------ | ------ |
| 2016/17 | 1. FFC Frankfurt    | Bundesliga | 1          | 0          | 2     | 0     | 0      | 0      | 3      | 0      |
| 2017/18 | 1. FFC Frankfurt    | Bundesliga | 0          | 0          | 0     | 0     | 0      | 0      | 0      | 0      |
| 2018/19 | 1. FFC Frankfurt    | Bundesliga | 0          | 0          | 0     | 0     | 0      | 0      | 0      | 0      |
| 2019/20 | 1. FFC Frankfurt    | Bundesliga | 0          | 0          | p     | 0     | 0      | 0      | 0      | 0      |
| 2020/21 | SG Essen-Schönebeck | Bundesliga | 17         | 1          | 1     | 0     | 0      | 0      | 18     | 1      |
| 2021/22 | SG Essen-Schönebeck | Bundesliga | 22         | 1          | 3     | 0     | 0      | 0      | 25     | 1      |
| 2022/23 | Bayer 04 Leverkusen | Bundesliga | 19         | 1          | 0     | 0     | 0      | 0      | 19     | 1      |
| 2023/24 | Bayer 04 Leverkusen | Bundesliga | 9          | 0          | 3     | 0     | 0      | 0      | 12     | 0      |
| Totaal  | Totaal              | Totaal     | 78         | 3          | 9     | 0     | 0      | 0      | 87     | 3      |

Bijgewerkt t/m 27 april 2024.
1 Voll ·
2 Ostermeier ·
3 Friedrich ·
4 Bragstad ·
5 Levels ·
6 Piljić ·
7 Kramer ·
8 Bartz ·
9 Kehrer ·
10 Hansen ·
11 Kögel ·
12 Mickenhagen ·
13 Haim ·
14 Bragstad ·
16 Zdebel ·
17 Jorde ·
18 Vilhjálmsdóttir ·
19 Bender ·
20 Gonzalez ·
21 Marin ·
23 Bodoy ·
24 Turányi ·
27 Repohl ·
28 Menglu ·
27 Daedelow ·
34 Moll ·
56 Vidal ·
Coach: Pätzold